# Marsha P. Johnson
Marsha P. Johnson   (Nova York, 24 d'agost de 1945 - Nova York, 6 de juliol de 1992) va ser una activista afroamericana del moviment d'alliberament LGBT que s'autoidentificava com a drag-queen, terme utilitzat a l'època per a les persones trans.
Era una veterana dels disturbis de Stonewall i una figura popular en l'ambient gai i artístic del Nova York de les dècades de 1960 a 1990. Més tard, es va convertir en una activista en la lluita contra la sida amb l'associació ACT UP.

## Acció social i cultural
Una de les drag-queens i street queens més conegudes de la ciutat de Nova York, Johnson ha estat identificada com una de les activistes més importants en els enfrontaments amb la policia durant els disturbis de Stonewall. A principis de la dècada de 1970, Johnson i la seva amiga Sylvia Rivera van cofundar l'organització Revolucionaris Activistes Transvestits del Carrer (STAR, per les sigles en anglès); juntes eren una presència visible en les marxes a favor de l'alliberament LGBT i altres accions polítiques radicals. En la dècada de 1980, Johnson va continuar el seu activisme del carrer com a organitzadora respectada i membre d'ACT UP. Juntament amb Rivera, Johnson era «mare» de la Casa STAR, recollint roba i menjar per ajudar els joves drag-queens i altres nois que vivien al Christopher Street o a casa seva, al Lower East Side de Nova York.
En una ocasió, davant d'un tribunal, el jutge li va preguntar a Marsha: «Què significa la 'P' del nom?»; Johnson va donar la seva resposta habitual: «Pay it no mind» («No li facis cas»). Aquesta frase es convertiria en el seu distintiu.
El 1974 Marsha P. Johnson va ser fotografiada per Andy Warhol, com a part d'una sèrie de polaroids de «senyores i cavallers», que se centrava en drag-queens. Johnson també era membre del grup de drag-queens de Warhol, Hot Peaches, que ha estat comparat amb una altra similar de Sant Francisco, The Cockettes.

El retrat de dalt a la dreta és un detall d'un dibuix anomenat "Marsha, Joseph and Sylvia march down Seventh Avenue in 1973", on es veu a la Marsha, el Joseph Ratanski i la Sylvia Rivera a la marxa gay de Nova York del 1973. El va dibuixar el Gary LeGault, que va presenciar l'escena.

## Mort
El juliol de 1992 es va trobar el cos de Johnson surant en el riu Hudson, no gaire lluny del moll del West Village, poc després de la Marxa de l'Orgull. La policia va considerar la mort un suïcidi. Els amics i seguidors de Johnson van assegurar que no tenia tendències suïcides i es va engegar una campanya de cartells per defensar que Johnson havia estat assetjada el dia de la seva mort prop d'on es va trobar el seu cos. Els intents per aconseguir que la policia investigués la causa de la mort van ser infructuosos. Després d'una forta campanya dirigida per l'activista Mariah Lopez, el novembre 2012 el departament de policia de Nova York va reobrir el cas com un possible homicidi.

## Gènere
Tal com és el cas amb moltes drag-queens, street queens, gais femme i radical faeries del moment, els amics de Johnson habitualment utilitzaven els pronoms femenins, «ella», per referir-se a Johnson. Però a Johnson tampoc li ofenia que es referissin amb pronoms masculins, especialment si eren utilitzats per camarades i amics propers. En general, Johnson mostrava sempre la mateixa personalitat, independentment de com anés vestida. Tot i això, Johnson a vegades també afirmava la seva identitat masculina —com Malcolm, Marshall o Mikey— i en aquests moments se sentia ofès si l'anomenaven «Marsha» o usaven pronoms femenins.
| «                                                            | (anglès) Marsha rose above being a man or a woman, rose above being black or white, rose above being straight or gay. | (català) La Marsha es va elevar per sobre de ser un home o una dona, es va elevar per sobre de ser negre o blanc, es va elevar per sobre de ser hetero o homosexual. | » |
| — Randy Wicker, periodista, amic de Johnson i company de pis | | |   |

## Reconeixements
Només dos dies abans de la seva mort, Johnson havia estat entrevistada extensament sobre la seva vida. L'entrevista forma el nucli del documental del 2012, Pay it No Mind: The Life and Times of Marsha P. Johnson, dirigit per Michael Kasino i Richard Morrison. Per al documental també van ser entrevistats molts dels amics més propers de Johnson. Johnson és honrada per ells com un «sant», com una persona profundament espiritual, que entrava a totes les esglésies i temples, que regalava el poc que tenia per ajudar a aquells que es trobaven als carrers i que feia ofrenes, influenciades per la Santeria, als esperits de les aigües que envolten i recorren a través de Nova York. És honrada com una queen, una activista veterana i una supervivent.
La banda de pop barroc de Nova York, Antony and the Johnsons, va ser batejada en honor de Johnson, i el seu àlbum epònim de 1998 conté una cançó, «River of Sorrow», inspirada en Johnson i la seva mort. La cançó és part de la banda sonora del documental.
Un personatge basat en Johnson apareix en la pel·lícula Stonewall, una obra inspirada en els disturbis de Stonewall. El paper de Johnson el realitza Otoja Abit.
Arrencant el Black History Month, l'1 de febrer del 2020 el governador de Nova York Andrew Cuomo va anunciar que l'East River Park de Brooklyn seria reanomenat en honor de Johnson. Es tracta de la primera vegada que un parc estatal de Nova York porti el nom d'una persona LGBT.